# Kloster Hildenbrandseck
Das Kloster Hildenbrandseck, ursprünglich ein Schloss, später ein Kloster auf dem Gebiet der kreisfreien Stadt Neustadt an der Weinstraße, ist heute eine Klinik. Es steht unter Denkmalschutz.

## Lage
Das Anwesen, in dem sich das Kloster einst befand, befindet sich entlang der Kreisstraße 12 im äußersten Norden der Gemarkung des Ortsbezirks Gimmeldingen und besitzt die Anschrift Hildenbrandseck 2. Unmittelbar nördlich erstrecken sich bereits sowohl Gemarkung als auch Siedlungsgebiet des Ortsbezirks Königsbach an der Weinstraße.

## Bauwerk
Das Anwesen – alternativ als Unteres Schloss und Unteres Herrenhaus bezeichnet – wurde im 17. Jahrhundert errichtet. Der Kern stellt eine Dreiflügelanlage dar, die in den Jahren 1913 sowie 1914 erweitert wurde. Der Krüppelwalmdachbau mit insgesamt elf Achsen wird mit den Jahren 1610 und 1898 bezeichnet; das letztgenannte Datum verweist auf die zwischenzeitlich durchgeführten Umbau samt Renovierung der Anlage. Der Wappenstein wird mit 1651 bezeichnet. Darüber hinaus verfügt die Anlage über einen Garten, der einen Pavillon und mehrere Skulpturen beherbergt.

## Geschichte
Nach dem Zweiten Weltkrieg diente das ursprüngliche Schloss als Kloster der Unbeschuhten Karmelitinnen, ehe diese 1958 nach Hauenstein umzogen. Das Kloster beherbergte ab 1959 das Mutterhaus der Hildegardis-Schwestern vom Katholischen Apostolat, die zuvor in Quirnheim ansässig gewesen waren. Aus Mangel an Novizinnen folgte im Jahr 2004 die Veräußerung des Gebäudes an eine Klinik für Plastische Chirurgie, während die Hildegardis-Schwestern nach Pirmasens umzogen.